# Kamjanske rajon
Kamjanske rajon (ukrainsk: Кам'янський район, tr. Kamjanskij rajon) er en af 7 rajoner i Dnipropetrovsk oblast i Ukraine, hvor Kamjanske rajon er beliggende mod nordvest.
Ved Ukraines administrative reform i juli 2020 er Kamjanske rajon udvidet med andre nærtliggende rajoner, således at Kamjanske rajon har et befolkningstal på 439.000
.
Byen Kamjanske havde fra 1936 til 2016 et andet navn, nemlig Dniprodzerzjinsk, idet den til dels var opkaldt efter KGBs grundlægger Felix Dzerzjinskij. I 1963-65 blev Dniprodzerzjinsk vandkraftværket etableret ved byen, og ved opdæmningen af floden Dnepr opstod Kamjanskereservoiret, der strækker sig 140 km mod nordvest fra byen. I 2016 blev også vandkraftværket omdøbt, nemlig til "Midterste Dneprs Vandkraftværk" (ukrainsk: Середньодніпровська ГЕС).